# Yūzō Kayama
Yūzō Kayama (加山 雄三 Kayama Yūzō?, n. 11 aprilie 1937, Yokohama, Japonia) este un muzician, cântăreț, compozitor și actor japonez.

## Biografie
S-a născut în 1937 ca fiu al actorului Ken Uehara, o vedetă a cinematografiei japoneze de la mijlocul secolului al XX-lea. A desfășurat o bogată activitate în domeniul muzical. În calitate de chitarist, a fost inspirat de grupul instrumental american The Ventures și a interpretat o formă de muzică rock psihedelică în anii 1960, cântând la o chitară Mosrite. Una dintre cele mai cunoscute compoziții instrumentale ale sale este „Black Sand Beach” („Plaja cu nisip negru”). O altă compoziție, „Kimi to Itsumademo” („Dragoste pentru totdeauna”), s-a vândut în peste două milioane de exemplare și a obținut un disc de aur în 1965. În acel moment a fost discul cel mai bine vândut din istoria industriei muzicale japoneze.
Deși cunoscut în calitate de cântăreț, Yūzō Kayama a călcat pe urmele tatălui său și, împins de la spate de propriul tată, a jucat în filme, devenind la rândul său o vedetă de cinema în anii 1960. A debutat ca actor în 1960 în filmul Otoko tai otoko al lui Senkichi Taniguchi în rolul lui Toshio, un cântăreț ambițios și fiu naiv al unui proprietar de cabaret. Popularitatea sa a crescut mult în calitate de interpret al studentului atlet Yuichi Tanuma în seria de filme Wakadaishō („Tânărul campion”). Personajul interpretat de el era genul de băiat popular, pasionat de sport și cântăreț talentat, pe care fetele îl îndrăgeau și băieții își doreau să-l imite. Aspectul fizic atrăgător al actorului i-a adus mulți fani, făcându-l pe Kayama să devină un idol al tineretului japonez.
Kayama a jucat apoi, alături de Toshirō Mifune, în două filme ale lui Akira Kurosawa: Sanjuro (1962) și Barbă Roșie (1965), dovedind un mare talent actoricesc. Dacă în primul dintre cele două filme a jucat rolul unui samurai tânăr și naiv, în cel de-al doilea film a avut un rol mult mai consistent: medicul stagiar Noboru Yasumoto. Ulterior a apărut în numeroase filme atât de cinema, cât și de televiziune, combinând cariera de cântăreț cu cea de actor.
În martie 2016 Kayama a realizat un desen artistic special pentru a comemora cele 2.500.000 de milioane de descărcări ale jocului video pentru mobil Terra Battle, desen care este prezentat ca fundal pentru ecranul de titlu al jocului.

## Filmografie

### Filme de cinema
| An   | Titlu                                        | Rol                     | Regizor         | Note          |
| ---- | -------------------------------------------- | ----------------------- | --------------- | ------------- |
| 1961 | Daigaku no Wakadaishō                        | Yuichi Tanuma           | Toshio Sugie    | Rol principal |
| 1962 | Chushingura: Hana no Maki, Yuki no Maki      | Asano Naganori          | Hiroshi Inagaki |               |
| 1962 | Ginza no Wakadaishō                          | Yuichi Tanuma           | Toshio Sugie    | Rol principal |
| 1962 | Nihon-ichi nu Wakadaishō                     | Yuichi Tanuma           | Jun Fukuda      | Rol principal |
| 1962 | Sanjuro                                      | Iori Izaka              | Akira Kurosawa  |               |
| 1963 | Sengoku Yaro                                 | Kittan                  | Kihachi Okamoto | Rol principal |
| 1964 | Dorință                                      | Koji Morita             | Mikio Naruse    | Rol principal |
| 1965 | Eleki no Wakadaishō                          | Yuichi Tanuma           | Katsuki Iwauchi | Rol principal |
| 1965 | Barbă Roșie                                  | Dr. Noboru Yasumoto     | Akira Kurosawa  |               |
| 1966 | Sabia Doomului                               | Hyoma Utsuki            | Kihachi Okamoto |               |
| 1967 | Nori împrăștiați                             | Shiro Mishima           | Mikio Naruse    | Rol principal |
| 1967 | Cea mai lungă zi a Japoniei                  | Morio Tateno            | Kihachi Okamoto |               |
| 1968 | Rengō Kantai Shirei Chōkan: Yamamoto Isoroku | Primul locotenent Ijuin | Seiji Maruyama  |               |
| 1971 | Bătălia din Okinawa                          | Higa                    | Kihachi Okamoto |               |
| 1974 | ESPY                                         | Houjo                   | Jun Fukuda      |               |
| 1977 | Muntele Hakkoda                              | Căpitanul Kurata        | Shirō Moritani  |               |
| 1995 | Fulger                                       | Antrenorul Murakami     | Gordon Chan     |               |

### Filme de televiziune
| An          | Titlu                                             | Rol               | Note           |
| ----------- | ------------------------------------------------- | ----------------- | -------------- |
| 1975 ~ 1981 | Edo no Kaze                                       | Chiaki Joenosuke  | Rol principal  |
| 1978        | Daitsuiseki                                       | Eiichi Nitta      | Rol principal  |
| 1990        | Tobu ga Gotoku                                    | Shimazu Nariakira | Serial istoric |
| 2009        | Kochira Katsushika-ku Kameari Kōen-mae Hashutsujo | Propriul rol      |                |

## Onoruri
- Ordinul Soarelui Răsare, clasa a IV-a, Raze de aur cu rozetă (2014)

## Legături externe
- Site web oficial
- Yūzō Kayama la Internet Movie Database